# Eden (New York)
Eden város az USA New York államában, Erie megyében. Lakosainak száma 7573 fő (2020. április 1.).

## Története
Az első telepes, Samuel Tubbs, 1808-ban érkezett John Welch-csel, Dr. John March-csal, Levi Buntinggel és Daniel Websterrel együtt. Eden városát 1812-ben alapították a (ma már megszűnt) Willink város felosztásával. A várost 1822-ig "Hill's Corners"-nek hívták.

## Népesség
A település népességének változása:

| 2010 | 3 516 |
| 2020 | 7 573 |